# حبيل علاف (المسيمير)

تعديل مصدري - تعديل

حبيل علاف هي إحدى قرى عزلة المسيمير بمديرية المسيمير التابعة لمحافظة لحج، بلغ تعداد سكانها 329 نسمة حسب تعداد اليمن لعام 2004.